# Clion (Indre)
Clion – miejscowość i gmina we Francji, w Regionie Centralnym, w departamencie Indre.
Według danych na rok 1990 gminę zamieszkiwały 1243 osoby, a gęstość zaludnienia wynosiła 37 osób/km² (wśród 1842 gmin Regionu Centralnego Clion plasuje się na 317. miejscu pod względem liczby ludności, natomiast pod względem powierzchni na miejscu 273.).